# La Sauvage
La Sauvage est une pièce de théâtre écrite en 1934 par Jean Anouilh et créée au théâtre des Mathurins à Paris le 11 janvier 1938 dans une mise en scène de Georges Pitoëff et sur une musique de Darius  Milhaud.
Elle fait partie des pièces noires comme L'Hermine, Le Voyageur sans bagage et Eurydice.

## Argument
Une jeune musicienne d'une famille modeste, Thérèse, renonce à la vie confortable que lui offre son riche prétendant.

## Distribution de la création
- Ludmilla Pitoëff : Thérèse
- Georges Pitoëff : Florent
- Louis Salou : Hartman
- Roger Maxime : Gosta
- Jean Ort : Monsieur Tarde
- Charlotte Clasis : Madame Tarde
- Thérèse Valentin : Jeannette
- Madeleine Milhaud : Marie
- Lise Berthier : Madame Bazin
- Suzanne Dalthy : la vendeuse
- Marcelle Labert : la petite arpète
- Jean Floury : Monsieur Lebonze
- Jacques Duchemin : le garçon
- Michel François : le client / le domestique